# Грошовий потік
Грошовий потік (англ. cash flow) — одне з найважливіших понять сучасного фінансового аналізу, фінансового планування та управління фінансами.
Грошовий потік — сукупність розподілених у часі надходжень і видатків грошових коштів та їх еквівалентів, генерованих підприємством у процесі господарської діяльності.
- Грошові надходження підприємства мінус його грошові виплати за певний період.
- У ширшому фінансовому сенсі — аналіз всіх факторів, що впливають на надходження грошей протягом звітного періоду.

## Зміст поняття
Фінансова категорія «грошовий потік» походить від англ. cash flow. В англомовній літературі під даним поняттям розуміють залишок грошових коштів, що формується на підприємстві (організації чи бюджеті) на певну дату після проведення усіх грошових витрачань. Для визначення грошових потоків (словоформа у множині) в англомовній літературі використовується поняття cash flows, воно означає рух коштів від усіх (або будь-яких) видів діяльності підприємства.
Аналізування грошових потоків проводиться для визначення фінансового стану підприємства, його ліквідності та інвестиційної привабливості. Грошові потоки досліджуються при побудові фінансових частин бізнес-планів, а також для бюджетування діяльності підприємств.
З точки зору бухгалтерського обліку грошовий потік визначається як чистий рух грошових коштів за звітний період. В англомовній літературі дефініція має широке коло визначень: так, cash flow називають звіт про рух грошових коштів (англ. Cash Flow Statement); суму коштів, яку можна використати для власних цілей. Показник розраховується як різниця між усіма надходженнями та витрачаннями грошових коштів на підприємстві. Надходження формують додатній (або позитивний) грошовий потік, а витрачання — від'ємний (або негативний).
- Позитивний грошовий потік формують кошти, що надійшли в касу чи розрахунковий рахунок підприємства за певний період. Це може бути виручка від реалізації товарів, робіт, послуг чи інформації, аванси, повернення в касу коштів підзвітними особами та інші види грошових надходжень.
- Негативний грошовий потік формують грошові кошти, що витрачаються з каси чи розрахункових рахунків підприємства на певний період. Це як правило усі грошові витрати підприємства: на придбання товарів, матеріалів, основних засобів, необоротних активів, сплату податків, сплату відсотків за кредити тощо.

## Використання в інвестиційному аналізі
В інвестиційному аналізі поняття кеш-флоу використовується для розрахунку показників економічної ефективності інвестицій: показників NPV і IRR. Для вирішення завдань інвестиційного аналізу грошовий потік являє собою чисельний ряд, що складається з послідовності розподілених у часі значень, розподілених як різниця між надходженнями коштів та платежами за відповідний період часу.
Загальноприйняте позначення потоку платежів — CF. Позначення чисельного ряду — {\displaystyle CF_{0},CF_{1},...,CF_{n}}. Окремий елемент такого ряду може мати як позитивне, так і негативне значення.
Виходячи з теорії часової вартості грошей, для отримання суми потоку платежів, наведеної в теперішній момент часу, використовується метод дисконтування. Таким чином, всі суми грошового потоку наводяться до справжньої вартості.